# All Night (Beyoncé)
All Night è un singolo della cantante statunitense Beyoncé, pubblicato il 2 dicembre 2016 come sesto estratto in Italia dal sesto album in studio Lemonade e quattro giorni più tardi negli Stati Uniti d'America.

## Descrizione
Scritto da Thomas Wesley Pentz, Beyoncé Knowles, Henry "King Henry" Allen, Timothy Thomas, Theron Thomas, Ilsey Juber, Akil King, Aman Tekleab, Jaramye Daniel, André Benjamin, Patrick Brown, Antwan Patton, il brano parla del perdono e della ricostruzione della fiducia dopo l'infedeltà, cercando di riaccendere la passione con proprio partner.

## Promozione
All Night ha fatto parte della scaletta del Formation World Tour, venendo eseguita dal vivo per la prima volta al Marlins Park di Miami il 27 aprile 2016. Il 15 ottobre la cantante ha eseguito il brano ad un concerto di beneficenza organizzato dalla piattaforma Tidal.

## Video musicale
Il video musicale fa parte di un film di un'ora con lo stesso titolo come il suo album d'origine, inizialmente andato in onda su HBO. Il video si apre con la parola «redenzione» scritta sullo schermo e mostra filmati di Beyoncé con la figlia Blue Ivy e il marito Jay-Z. Nel corso del video appare anche la madre della cantante, Tina Knowles.

## Classifiche
| Classifica (2016)         | Posizione massima |
| ------------------------- | ----------------- |
| Canada                    | 73                |
| Francia                   | 71                |
| Regno Unito               | 60                |
| Stati Uniti               | 38                |
| Stati Uniti (R&B/hip-hop) | 23                |